# 박용운 (1964년)
박용운(朴龍雲, 1964년 7월 23일 ~ )은 대한민국의 제7·8대 전라남도 순천시의원이다.

## 학력
- 승주국민학교 졸업
- 순천승주중학교 졸업
- 서강고등학교 졸업
- 광주대학교 금융학과 졸업

## 경력
- 승주청년회의소(JC)회장
- 민주당 중앙당 청년 사회복지분과 위원장
- 민주당 전남도당 순천권 연안 특별위원장
- 승주청년회 회장·승주중학교 운영위원장
- 승주읍 주민자치위원장
- (주)태흥 대표이사
- 재단법인 승주장학회 이사(감사)
- 효나눔복지센터 운영위원장
- 순천교도소 교정위원
- 재향군인회 승주읍 회장
- 전라남도 장애인 수영연맹 부회장
- 법무부 교정협의회 운영위원
- 더불어민주당 전남도당 순천시 지역농수산진흥특별위원장
- 2014.07 ~ 2018.06 제7대 전라남도 순천시의회 의원
- 2014.07 ~ 2016.07 제7대 전라남도 순천시의회 전반기 행정자치위원회 위원장
- 2014.07 ~ 2016.07 제7대 전라남도 순천시의회 전반기 예산결산특별위원회 위원장
- 2014.11 ~ 2014.11 제7대 전라남도 순천시의회 행정자치위원회 행정사무감사 위원
- 2015.01 ~ 2015.12 제7대 전라남도 순천시의회 국립순천대학교 의과대학유치지원 특별위원회 위원장
- 2016.06 ~ 2016.12 제7대 전라남도 순천시의회 양성평등기반강화지원 특별위원회 위원
- 2016.07 ~ 2018.06 제7대 전라남도 순천시의회 후반기 행정자치위원회 위원장
- 2016.12 ~ 2016.12 제7대 전라남도 순천시의회 행정자치위원회 행정사무감사 위원장
- 2018.07 ~ 2019.09 제8대 전라남도 순천시의회 의원
- 2018.07 ~ 2019.09 제8대 전라남도 순천시의회 전반기 문화경제위원회 위원
- 2018.10 ~ 2018.10 제8대 전라남도 순천시의회 농촌발전특별위원회 위원
- 2018.07 ~ 2019.09 제8대 전라남도 순천시의회 전반기 예산결산특별위원회 위원
- 2018.12 ~ 2018.12 제8대 전라남도 순천시의회 문화경제위원회 행정사무감사 위원

## 공직선거법 위반
지방선거 운동기간인 2018년 6월 7일에 지역구 주민 1명에게 현금 30만원을 건네려 한 혐의로 불구속 기소되었으며, 1심에서 징역 4월에 집행유예 1년, 추징금 30만원과 사회봉사명령 80시간 이수 판결을 받았다. 이후 항소심과 상고심에서도 판결이 그대로 유지되어 의원직을 상실하였다.

## 역대 선거 결과
|  | 23.01% |

|  | 19.45% |